# オープナー (野球)

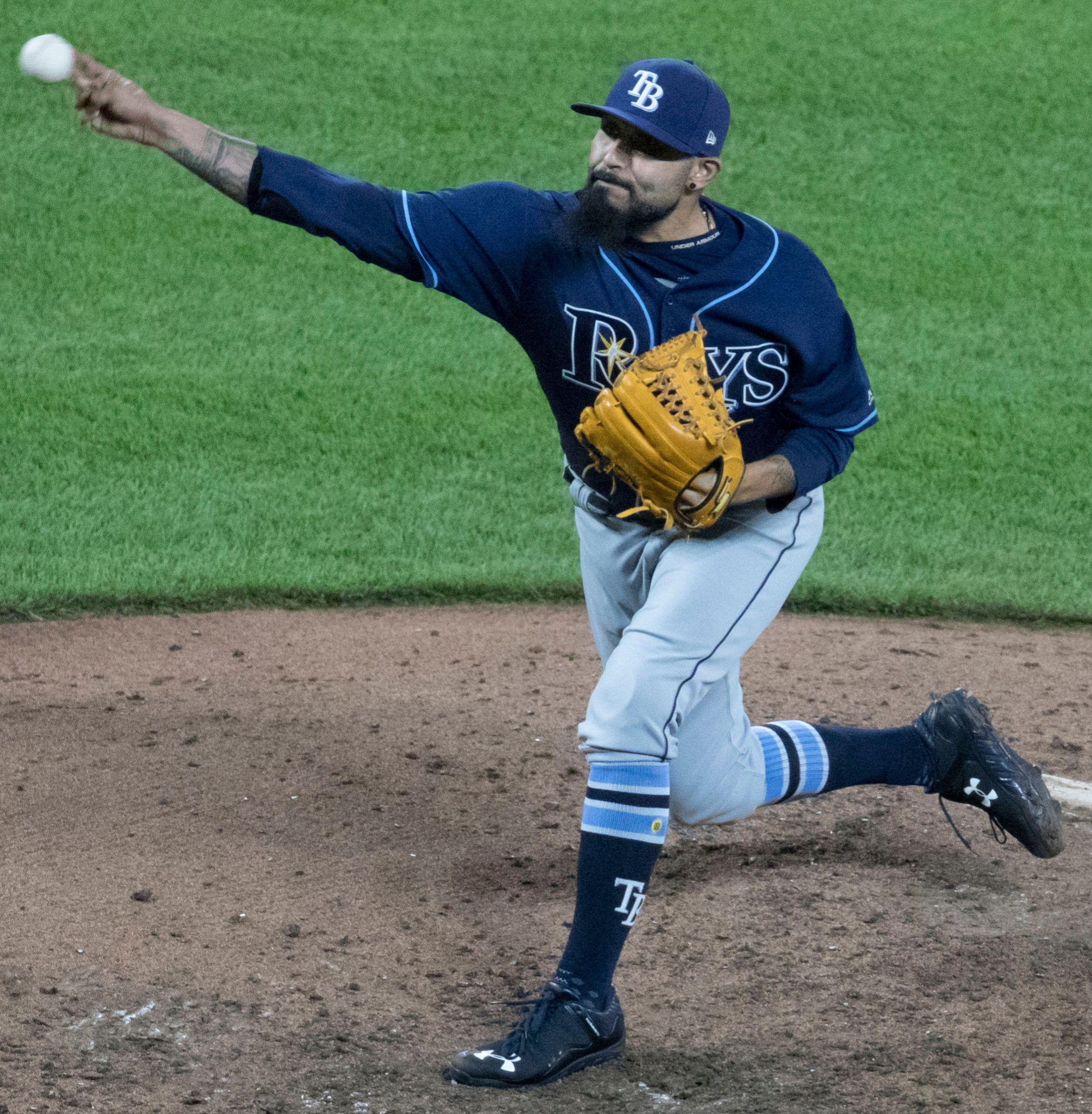
2018年にオープナーとして登板したセルジオ・ロモ

オープナー（Opener）は、本来リリーフ（特に勝ちパターン）で起用される投手が先発登板し、相手チームの上位・中軸打線が出てくる始めの1、2回の短いイニングを投げ、しっかり抑えた後、本来の先発投手がロングリリーフとして継投する起用法、及びこの際、先発したリリーフ投手を指す。この戦術は、2018年のMLBでタンパベイ・レイズが初めて本格的に採用し、以降、他のチームにも広まっていった。特に立ち上がりが不安定な先発投手に楽な場面から投げさせるため、ないしはリリーフ陣の選手層が厚い場合や、先発陣の戦力が薄いケースに主に用いられる作戦と言える。

## 歴史
1980年代までMLBの球団は5人の先発投手からなる先発ローテーションを採用しており、アクティブロースターの他のすべての投手はリリーフ投手として起用されていた。 従来、先発投手は試合での登板する投手の中で最も多くのイニングを投げることが期待され、投球内容に問題がなければ負傷や違和感のような健康上の問題が出るか一定の投球数に達するまで投球してきた。
1924年のワールドシリーズの第7戦、ワシントン・セネタースは先発投手のカーリー・オグデンが最初の打者2人を打ち取るとサウスポーのリリーフ投手に交代させた。これは相手チームのラインナップを右打者ばかりにすることを意図したものだった。同様に、1990年のNLCSで、ピッツバーグ・パイレーツは相手のシンシナティ・レッズに打線で対策されないように、左利きの先発投手ゼイン・スミスの前にリリーフ投手の右利きのテッド・パワーを先発登板させた。1993年、オークランド・アスレチックスは先発ローテーションが不足したので、監督のトニー・ラルーサと投手コーチのデーブ・ダンカンは投手陣をプラトーン・システムと中核となるリリーフ投手で起用した。この戦術はアスレチックスが従来の先発ローテーション方式に戻るまでの6試合しか続かなかったが、1993年にアスレチックスの選手だったロン・ダーリングはそれを「現在見られるオープナーの先駆け」と述べている。
21世紀に入ると、野球記者が、試合内で打者が対戦する打席数が多くなるほど先発投手の効果が低下するという考えを提言した。 ビル・ジェームズ・オンラインの記者であるデイブ・フレミングは、2009年に投手が試合内での投球回を3イニングに限定する「3-3-3ローテーション」について書いた。2013年にブライアン・グロズニックは SBネイションの「Beyond the Box Score」の記事で、本職の先発の前に先発投手を1〜2回登板させることを提案した。ブライアン・ケニーは2016年の著書 『Ahead of the Curve』の中でオープナーの使用が可能であることを提案し、各回の得点割合で最も高いのは1回なので、チームはリリーフ投手を使用して相手チームの上位打線を抑えるべきだと述べている。

## 2018年のMLBでの採用
タンパベイ・レイズは2018年シーズンにオープナーを実験的に採用し、5月19日のロサンゼルス・エンゼルス戦で初めてそれを実行した。その試合でオープナーとして起用された投手はクローザーのセルジオ・ロモだった。 ロモは5月22日と23日にもオープナーとして起用されたが、6月にはクローザーに戻った。しかし、その後もレイズはライン・スタネックやハンター・ウッドなどをオープナーとして起用し、この戦術を採用し続けた。 レイズはオープナーの採用後に平均防御率が減少し、5月19日以降の防御率3.50はリーグ2位の数値であった。オフに主力が抜けたことで、開幕前には苦戦が予想されたチームの最終成績は90勝72敗と大きく勝ち越し、ワイルドカード争いでは3位だった。レイズはマイナーリーグの傘下チームでもオープナーを採用した。
この戦術は他球団にも広まり、6月にはロサンゼルス・ドジャースが相次ぐ先発陣の怪我のため、スコット・アレクサンダーをオープナーとして起用した。その後ミネソタ・ツインズ、オークランド・アスレチックス、そしてテキサス・レンジャーズも9月にオープナーを採用した。9月にアスレチックスがオープナーを実行した9試合（内8試合はリアム・ヘンドリックスがオープナーとして務めた）では、 4勝5敗・防御率1.86を記録した。さらにアスレチックスはワイルドカードゲームでもオープナーを採用した。ミルウォーキー・ブルワーズもプレーオフでオープナーを採用した。NLCSの第5戦では先発のウェイド・マイリーが打者1人を抑えて交代し、打者1人で交代した先発投手はMLBプレーオフ史上2人目のことだった。
2019年にはニューヨーク・ヤンキースを始めとする、より多くのチームに採用された。7月12日には、ロサンゼルス・エンゼルスがオープナーによる継投ノーヒットノーランを達成。また、レイズはこのシーズンもオープナーを採り続け、6年ぶりにポストシーズン進出を果たした。

## 日本プロ野球での採用
横浜DeNAベイスターズのアレックス・ラミレス監督が2019年4月21日の広島東洋カープ戦で導入したのが最初とされる（ただしオープナーの国吉佑樹が打ち込まれ、試合にも敗戦）。 
日本プロ野球はMLBに比べて、試合数が少ない、長期連戦が少ない、延長戦は12回まで、出場選手登録が多いことから先発ローテーションの数も多いといった理由から、オープナーの導入に積極的ではないとの見方が強い。
そこで日本では、オープナーをアレンジしたショートスターターを採用する場合がある。オープナーはリリーフ投手が務めるのに対して、ショートスターターは先発投手が務め、あえて短いイニングで降板するという戦術になる。ショートスターターを日本で初めて採用したのは北海道日本ハムファイターズの栗山英樹監督である。2019年4月1日の東北楽天ゴールデンイーグルス戦で加藤貴之が3回無失点で降板し、2番手投手につないだ（結果的に試合は敗戦）。4月6日の埼玉西武ライオンズ戦でも加藤貴之は2回無失点で降板するも、この戦術が相手を勢いづかせてしまう結果となり後続投手が打ち込まれ敗戦した。
そこで5月1日の埼玉西武ライオンズ戦では、ショートスターターではなくオープナーを採用。本来は中継ぎ投手である堀瑞輝が先発し、2.1回を1失点で降板し継投すると、試合に勝利した。これが日本で初めてオープナーが成功した（試合に勝利した）ケースとなった。このシーズンは加藤と堀が、ショートスターターおよびオープナーを複数回務めた。
北海道日本ハムファイターズではその後も、新庄剛志監督が2022年3月25日のシーズン開幕戦及び26日の第2戦でオープナーを採用するなどしている。
また、先発ローテーションに入っている投手を一切起用しない・全てのイニングをリリーフ投手のみで小刻みに継投していくのは「ブルペンデー」と呼ばれ、先発投手は起用されず全員リリーフで繋ぐ点が大きく違う。オープナーと目的は似ているものの、こちらは先発投手が投げない為立ち上がりが不安定という点は関係なく、ロングリリーフ要員の投手を含めてリリーフ陣が厚かったり先発陣の頭数が足りない場合にそれを補完する目的で主に用いられる作戦である。

## 利点
戦術的な利点は、剛速球を投げることのできるリリーフ投手が、初回に当たる上位打順の強力な打者と対戦できることである。その上位打線を抑えれば、次の投手は打力の落ちる下位打線から始めることができる。また、打者は対戦を重ねるごとに球に慣れてくるので、本来の先発投手と上位打線の対戦を減らすことで被打率を低く抑える可能性が高まる。
財務的な観点からは、先発投手に比べて年俸の低い契約を結んでいるリリーフ投手をより多く活用することで、投手陣にかけるサラリーを抑えることができる。